# Al-Kabri

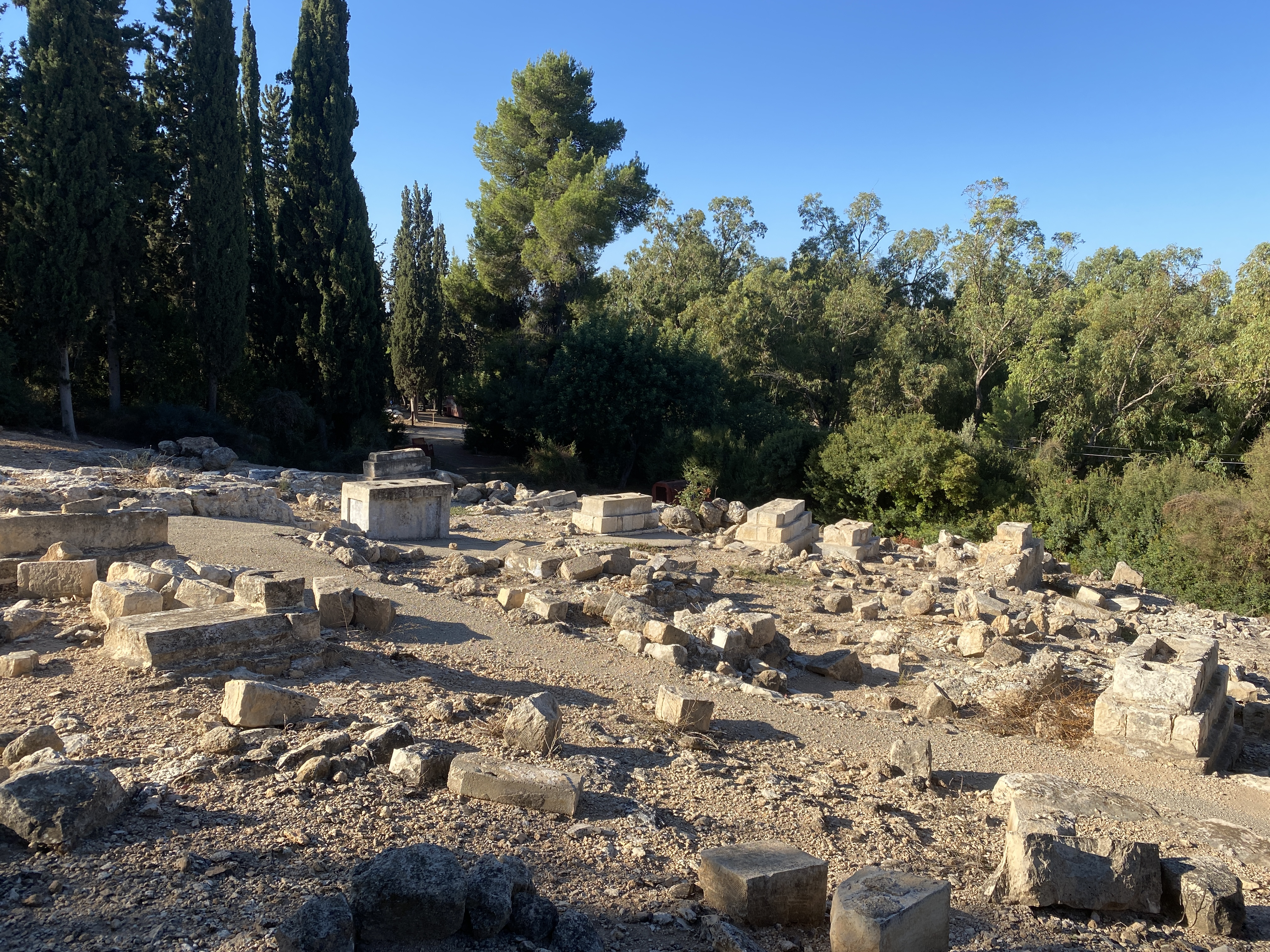
Gravgården i Al-Kabri

Al-Kabri (Ar: الكابري) är en avfolkad palestinsk by 12,5 kilometer nordöst om staden Akko, Israel. Den intogs av Israel under 1948 års israel-arabiska krig. 1945 hade den en befolkning av 1 520 palestinska invånare på en areal av 28 726 dunam. Israeliska kibbutzer och moshaver som Kabri, Ga'aton, Me'ona, Ein Ya'akov och Ma'alot har efter fördrivningen av den palestinska befolkningen byggts på platsen för byn, mestadels av östeuropeiska judar. Byn var under kriget föremål för en massaker, ett okänt antal invånare tillfångatogs och dödades av israelisk militär. 